# Érico IV da Suécia
Érico Anundsson (conhecido na Suécia como Erik Anundsson; citado na Saga de Hervör como Erik Anundsson e na Saga dos Inglingos como Erik Emundsson)  foi um rei lendário da Suécia, por vezes identificado com o também lendário Érico Chapéu dos Ventos (Erik Väderhatt; notável pela sua capacidade de alterar a direção e força dos ventos graças ao seu chapéu). Parece ter vivido no século IX, tendo sido coroado rei por volta de 850 e falecido alguns anos depois de 880.
Teria sucedido aos reis co-regentes Biorno no Montículo e Anundo de Upsália, e sido por sua vez sucedido pelo seu filho Binro III da Suécia (Björn Eriksson). Na Saga de Hervör - uma saga lendária islandesa do século XIII – Érico Anudsson é descrito como um rei dos Suíones, que esteve envolvido em guerras com o rei norueguês Haroldo Cabelo Bonito.
Na Saga dos Inglingos – uma saga islandesa do século XIII escrita por Snorri Sturluson – Érico Anundssson é chamado de Érico Edmundsson, e anotado como sendo um rei dos Suíones, que tinha conquistado a Varmlândia e o Condado de Bohus, entrando em conflito com o rei norueguês Haroldo Cabelo Bonito.

## Genealogia de Érico Anundsson, segundo aSaga de Hervör
|  |  |  |  |  |  |  |  |  |  |  |  |  |  |                                    |                                    |                                    |                                    | Érico, filho de Biorno Erik Björnsson | Érico, filho de Biorno Erik Björnsson | Érico, filho de Biorno Erik Björnsson | Érico, filho de Biorno Erik Björnsson | Érico, filho de Biorno Erik Björnsson | Érico, filho de Biorno Erik Björnsson |                                 |                                 |                                 |                                 |  |  | Príncipe Refil                       | Príncipe Refil                       | Príncipe Refil                       | Príncipe Refil                       | Príncipe Refil                       | Príncipe Refil                       |  |  |  |  |  |  |  |  |  |  |  |  |
|  |  |  |  |  |  |  |  |  |  |  |  |  |  |                                    |                                    |                                    |                                    | Érico, filho de Biorno Erik Björnsson | Érico, filho de Biorno Erik Björnsson | Érico, filho de Biorno Erik Björnsson | Érico, filho de Biorno Erik Björnsson | Érico, filho de Biorno Erik Björnsson | Érico, filho de Biorno Erik Björnsson |                                 |                                 |                                 |                                 |  |  | Príncipe Refil                       | Príncipe Refil                       | Príncipe Refil                       | Príncipe Refil                       | Príncipe Refil                       | Príncipe Refil                       |  |  |  |  |  |  |  |  |  |  |  |  |
|  |  |  |  |  |  |  |  |  |  |  |  |  |  |                                    |                                    |                                    |                                    |                                       |                                       |                                       |                                       |                                       |                                       |                                 |                                 |                                 |                                 |  |  |                                      |                                      |                                      |                                      |                                      |                                      |  |  |  |  |  |  |  |  |  |  |  |  |
|  |  |  |  |  |  |  |  |  |  |  |  |  |  | Biorno no Montículo Björn på Högen | Biorno no Montículo Björn på Högen | Biorno no Montículo Björn på Högen | Biorno no Montículo Björn på Högen | Biorno no Montículo Björn på Högen    | Biorno no Montículo Björn på Högen    |                                       |                                       | Anundo de Uppsala Anund Uppsale       | Anundo de Uppsala Anund Uppsale       | Anundo de Uppsala Anund Uppsale | Anundo de Uppsala Anund Uppsale | Anundo de Uppsala Anund Uppsale | Anundo de Uppsala Anund Uppsale |  |  | Érico, filho de Refil Erik Refilsson | Érico, filho de Refil Erik Refilsson | Érico, filho de Refil Erik Refilsson | Érico, filho de Refil Erik Refilsson | Érico, filho de Refil Erik Refilsson | Érico, filho de Refil Erik Refilsson |  |  |  |  |  |  |  |  |  |  |  |  |
|  |  |  |  |  |  |  |  |  |  |  |  |  |  | Biorno no Montículo Björn på Högen | Biorno no Montículo Björn på Högen | Biorno no Montículo Björn på Högen | Biorno no Montículo Björn på Högen | Biorno no Montículo Björn på Högen    | Biorno no Montículo Björn på Högen    |                                       |                                       | Anundo de Uppsala Anund Uppsale       | Anundo de Uppsala Anund Uppsale       | Anundo de Uppsala Anund Uppsale | Anundo de Uppsala Anund Uppsale | Anundo de Uppsala Anund Uppsale | Anundo de Uppsala Anund Uppsale |  |  | Érico, filho de Refil Erik Refilsson | Érico, filho de Refil Erik Refilsson | Érico, filho de Refil Erik Refilsson | Érico, filho de Refil Erik Refilsson | Érico, filho de Refil Erik Refilsson | Érico, filho de Refil Erik Refilsson |  |  |  |  |  |  |  |  |  |  |  |  |
|  |  |  |  |  |  |  |  |  |  |  |  |  |  |                                    |                                    |                                    |                                    |                                       |                                       |                                       |                                       | Érico Anundsson Erik Anundsson        |                                       |                                 |                                 |                                 |                                 |  |  |                                      |                                      |                                      |                                      |                                      |                                      |  |  |  |  |  |  |  |  |  |  |  |  |
|  |  |  |  |  |  |  |  |  |  |  |  |  |  |                                    |                                    |                                    |                                    |                                       |                                       |                                       |                                       |                                       |                                       |                                 |                                 |                                 |                                 |  |  |                                      |                                      |                                      |                                      |                                      |                                      |  |  |  |  |  |  |  |  |  |  |  |  |
|  |  |  |  |  |  |  |  |  |  |  |  |  |  |                                    |                                    |                                    |                                    |                                       |                                       |                                       |                                       | Biorno, filho de Érico Björn Eriksson |                                       |                                 |                                 |                                 |                                 |  |  |                                      |                                      |                                      |                                      |                                      |                                      |  |  |  |  |  |  |  |  |  |  |  |  |